# Zespół Woodhouse’a-Sakatiego
Zespół WoodHouse’a-Sakatiego (ang. Woodhouse-Sakati syndrome; hypogonadism, alopecia, diabetes mellitus, mental retardation and extrapyramidal syndrome) – bardzo rzadki zespół wad wrodzonych. Na obraz zespołu składają się łysienie plackowate, hipogonadyzm, postępujący zespół pozapiramidowy, leukoencefalopatia, czuciowo-nerwowa utrata słuchu i cukrzyca. Zespół jako pierwsi opisali Woodhouse i Sakati w 1982 roku u siedmiu członków dwóch rodzin Arabów Saudyjskich.